# Crossosoma californicum
Crossosoma californicum là một loài thực vật có hoa trong họ Crossosomataceae. Loài này được Nutt. miêu tả khoa học đầu tiên năm 1848.